# Sanlans
Issanlas és un municipi francès situat al departament de l'Ardecha i a la regió d'Alvèrnia-Roine-Alps. L'any 2007 tenia 127 habitants.

## Demografia

### Població
El 2007 la població de fet d'Issanlas era de 127 persones. Hi havia 52 famílies de les quals 22 eren unipersonals (9 homes vivint sols i 13 dones vivint soles), 13 parelles sense fills, 13 parelles amb fills i 4 famílies monoparentals amb fills.
La població ha evolucionat segons el següent gràfic:
Habitants censats

### Habitatges
El 2007 hi havia 167 habitatges, 55 eren l'habitatge principal de la família, 92 eren segones residències i 20 estaven desocupats. 158 eren cases i 9 eren apartaments. Dels 55 habitatges principals, 47 estaven ocupats pels seus propietaris, 6 estaven llogats i ocupats pels llogaters i 1 estava cedit a títol gratuït; 6 tenien dues cambres, 8 en tenien tres, 10 en tenien quatre i 31 en tenien cinc o més. 24 habitatges disposaven pel capbaix d'una plaça de pàrquing. A 23 habitatges hi havia un automòbil i a 24 n'hi havia dos o més.

### Piràmide de població
La piràmide de població per edats i sexe el 2009 era:
| Homes | Edats   | Dones |
| ----- | ------- | ----- |
| 0     | 95 o +  | 0     |
| 0     | 90 a 94 | 0     |
| 0     | 85 a 89 | 0     |
| 4     | 80 a 84 | 0     |
| 12    | 75 a 79 | 16    |
| 4     | 70 a 74 | 12    |
| 8     | 65 a 69 | 4     |
| 0     | 60 a 64 | 0     |
| 8     | 55 a 59 | 4     |
| 8     | 50 a 54 | 4     |
| 8     | 45 a 49 | 0     |
| 8     | 40 a 44 | 4     |
| 0     | 35 a 39 | 12    |
| 4     | 30 a 34 | 0     |
| 0     | 25 a 29 | 0     |
| 0     | 20 a 24 | 4     |
| 4     | 15 a 19 | 4     |
| 4     | 10 a 14 | 0     |
| 0     | 5 a 9   | 12    |
| 0     | 0 a 4   | 0     |

## Economia
El 2007 la població en edat de treballar era de 77 persones, 56 eren actives i 21 eren inactives. De les 56 persones actives 49 estaven ocupades (30 homes i 19 dones) i 6 estaven aturades (4 homes i 2 dones). De les 21 persones inactives 11 estaven jubilades, 5 estaven estudiant i 5 estaven classificades com a «altres inactius».

### Ingressos
El 2009 a Issanlas hi havia 53 unitats fiscals que integraven 118 persones, la mediana anual d'ingressos fiscals per persona era de 12.712 €.

### Activitats econòmiques
Dels 3 establiments que hi havia el 2007, 1 era d'una empresa de comerç i reparació d'automòbils, 1 d'una empresa immobiliària i 1 d'una empresa classificada com a «altres activitats de serveis».
L'any 2000 a Issanlas hi havia 12 explotacions agrícoles que ocupaven un total de 364 hectàrees.

## Poblacions més properes
El següent diagrama mostra les poblacions més properes.